# Luke Macfarlane
Luke Macfarlane (London, Ontario, 25. srpnja 1980.), kanadsko-američki je glumac i bivši pjevač. 

## Životopis
Thomas Luke Macfarlane je rođen 19. siječnja 1980. u Londonu, Ontario. Njegov otac Tomas bio je ravnatelj zdravstvene službe za studente na Sveučilištu Zapadni Ontario, a njegova majka Penny je medicinska sestra za mentalno zdravlje u londonskoj bolnici. Macfarlane je pohađao London Central Secondary School sa sestrom blizankom Ruth i starijom sestrom Rebeccom. Macfarlane je išao u školu na Lester B. Pearson School for the Arts, a zatim je kasnije studirao dramu na Juilliardu u New Yorku.
Macfarlane je imao ranu ulogu uz Cynthiu Nixon u miniseriji Roberta Altmana Tanner on Tanner na Sundance Channelu. Kasnije je imao glavne uloge u FX seriji Tamo iz 2005. (glumivši PV2 Franka "Dim" Dumphyja) iu dvodijelnoj mini seriji iz 2009. pod nazivom Iron Road.
Macfarlaneova prva zapaženija uloga bila je Scotty Wandell u ABC-jevom seriji Brothers & Sisters.  Macfarlaneove druge zapažene televizijske uloge uključuju Jasona Howella u kanadskom sitcomu Satisfaction, Ricka Linkolna u NBC-jevoj The Night Shift, kapelana Hopkinsa u PBS-ovoj Mercy Street i glavnu ulogu D'avina Jaqobisa u Syfyjevim Killjoys.
Macfarlane je također glumio u TV filmovima, kao što su The Memory Book, Christmas Land, Maggie's Miracle Christmas, The Birthday Wish i The Mistletoe Promise (2016) Hallmark Channela. Glumio je u velikom filmu Bros, sa Billyjem Eichnerom 2022.

## Vanjske poveznice
- Luke Macfarlane u internetskoj bazi filmova IMDb-u (engl.)